# Trachurus capensis
Trachurus capensis är en fiskart som beskrevs av Castelnau, 1861. Trachurus capensis ingår i släktet Trachurus och familjen taggmakrillfiskar. Inga underarter finns listade i Catalogue of Life.